# Сатян, Ашот Мовсесович
Ашо́т Мовсе́сович Сатя́н (арм. Աշոտ Սաթյան; 1906—1958) — армянский советский композитор и дирижёр. Заслуженный деятель искусств Армянской ССР (1947). Лауреат Сталинской премии второй степени (1952).

## Биография
Родился 5 (18 января) 1906 года в Мерве. Старший брат советского композитора Арама Сатунца (Сатяна).
Служил в военном оркестре (1921—1926), где был в должности капельмейстера, затем учился в музыкальной студии при Доме армянского искусства в Баку. В 1930 году переехал в Ереван и поступил в консерваторию по классу композиции Аро Степаняна и Сергея Бархударяна и дирижирования Константина Сараджева.

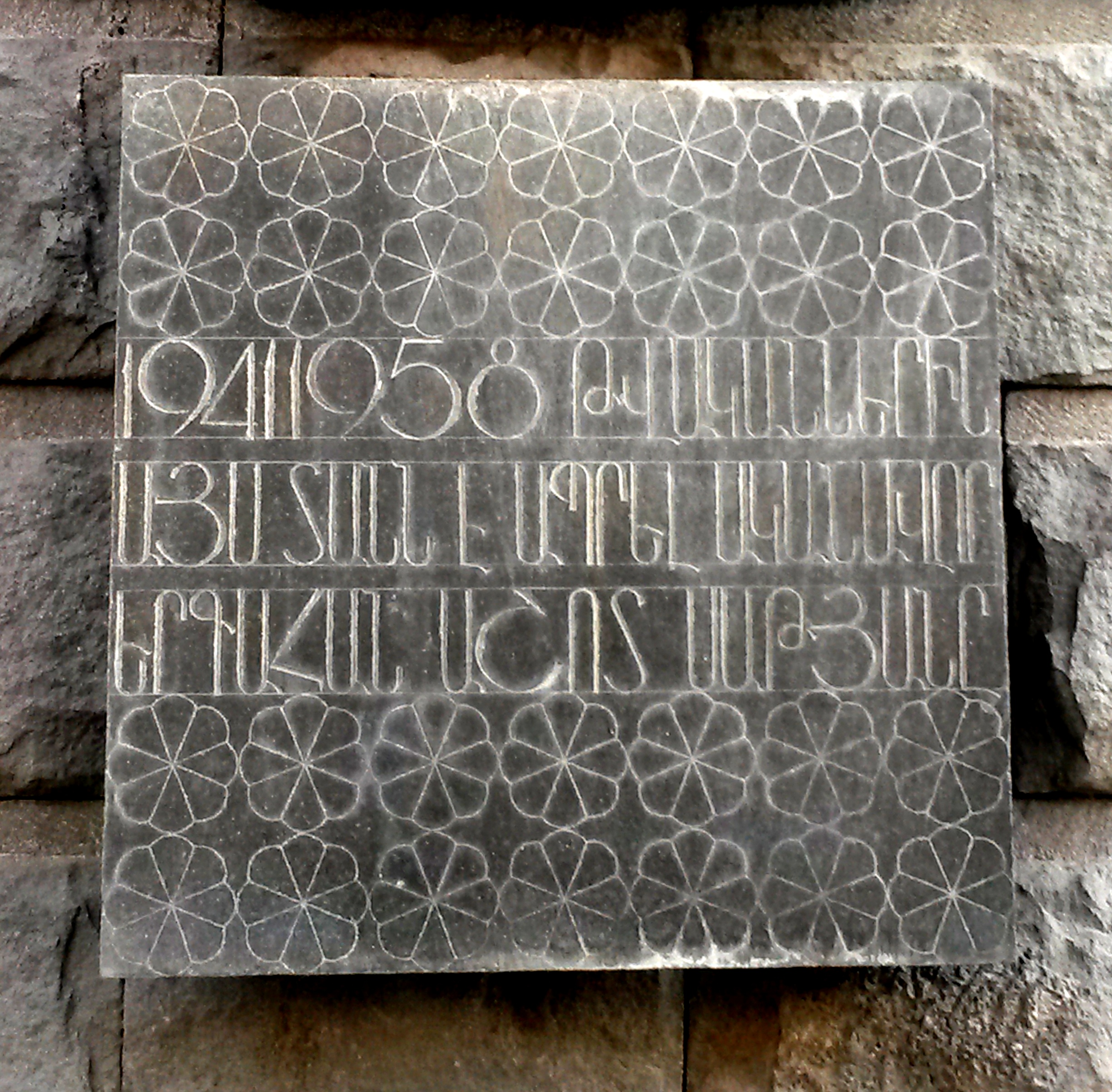

Арам Сатян был заведующим музыкальной частью АрмАДТ имени Г. М. Сундукяна (1930—1939) и студии «Арменфильм» (1939—1947). В 1948—1952 годах был председателем СК Армянской ССР.
Скончался 30 сентября 1958 года в Ереване.

## Награды и премии
- орден Трудового Красного Знамени (27.06.1956)
- Орден «Знак Почёта» (04.11.1939) — «за выдающиеся заслуги в деле развития армянского театрального и музыкального искусства»
- заслуженный деятель искусств Армянской ССР (1947)
- Сталинская премия второй степени (1952) — за цикл «Песни Араратской долины» (1950)

## Сочинения
Список неполный
- Струнный квартет (1936)
- Вокально-симфонические циклы
  - «Песни Араратской долины» (1950)
  - «Песни гор» (1958)
- Марши для духового оркестра
  - «Марш дивизии Закияна» (1946) и другие
- «В горах Зангезура» (1952, симфоническая картина)
- Музыка к кинофильмам
- Песни и романсы

и др.